# الطفيصة (المضاربة والعارة)

تعديل مصدري - تعديل

الطفيصـة هي إحدى قرى عزلة المضاربة بمديرية المضاربة والعارة التابعة لمحافظة لحج، بلغ تعداد سكانها 27 نسمة حسب تعداد اليمن لعام 2004.